# Vanhanpirtinsaari
Vanhanpirtinsaari är en halvö i Finland. Den ligger i sjön Kivijärvi och i kommunen Kinnula i den ekonomiska regionen  Saarijärvi-Viitasaari och landskapet Mellersta Finland, i den centrala delen av landet, 400 km norr om huvudstaden Helsingfors.